# Vitalis von Blois
Vitalis von Blois, latinisiert Vitalis Blesensis, war ein mittellateinischer französischer Dichter des 12. Jahrhunderts. Er ist bekannt für die Verskomödien Geta (um 1150) und Aulularia (Querolus, um 1175).
Die Themen sind den Komödien des Plautus Amphitruo (in Geta) und Aulularia entnommen und von Ovid beeinflusst. Die Hauptfigur in Geta ist nicht wie bei Plautus ein General, sondern ein Philosoph, und die Komödie ist auch eine Satire auf sophistische zeitgenössische Philosophen.
Er war wahrscheinlich Lehrer an der Kathedralschule in Blois.